# A Touch of Nature (film 1911)
A Touch of Nature è un cortometraggio muto del 1911 diretto da Bert Haldane.

## Trama
Disoccupato e con una famiglia a carico, Frank Hardy va a chiedere aiuto al suo ricco genitore che l'ha diseredato. Ma in padre lo respinge ancora una volta e a Frank - disperato - non resta che pensare di compiere una rapina.

## Produzione
Il film fu prodotto dalla Hepworth.

## Distribuzione
Distribuito dalla Hepworth, il film - un cortometraggio di 14 minuti - uscì nelle sale cinematografiche britanniche nel maggio 1911.
Si conoscono pochi dati del film che, prodotto dalla Hepworth, fu distrutto nel 1924 dallo stesso produttore, Cecil M. Hepworth. Fallito, in gravissime difficoltà finanziarie, il produttore pensò in questo modo di poter almeno recuperare il nitrato d'argento della pellicola.